# Lev Vygotsky
Lev Semyonovich Vygotski (según la transliteración del cirílico en bielorruso: Леў Сямёнавіч Выго́цкі, en ruso: Лев Семёнович Выго́тский) (17 de noviembre de 1896, Orsha, Imperio Ruso, actual Bielorrusia - 10 de junio de 1934, Unión Soviética) o Lev Vygotsky fue uno de los más destacados teóricos de la psicología del desarrollo, fundador de la psicología histórico-cultural y claro precursor de la neuropsicología soviética, de la que sería máximo exponente el médico ruso Aleksandr Lúriya. Su obra fue reconocida y divulgada por los medios académicos del mundo occidental en la década de 1960.
El carácter prolífico de su obra y su temprano fallecimiento hicieron que se lo conozca como "el Mozart de la psicología" (caracterización creada por Stephen Toulmin). La idea fundamental de su obra es la de que el desarrollo de los humanos únicamente puede explicarse en términos de interacción social. El desarrollo consiste en la interiorización de instrumentos culturales (como el lenguaje) que inicialmente no nos pertenecen, sino que pertenecen al grupo humano en el que nacemos, el cual nos transmite los productos culturales a través de la interacción social. La cultura, pues, tiene un papel preponderante en la teoría de Vygotsky: "el desarrollo individual no se puede entender sin referencia al medio social... en el que el niño está incluido (Tudge y Rogoff, 1989). El niño utiliza alguna clase de ´herramienta´ o ´signo´ para convertir relaciones sociales en funciones psicológicas".

## Biografía
Nació en el seno de una familia próspera judía cerca de Vítebsk, y fue el segundo de una familia de ocho hijos. Antes de cumplir su primer año, su familia se trasladó a Gómel, lugar donde creció. En su adolescencia era muy aficionado al teatro y la pintura. Decidió reescribir su apellido Vygotsky, en lugar de Výgodskiy ("výgoda" significa "beneficio" en ruso), como era originalmente. Con apenas 19 años, en 1915, escribió un ensayo sobre Hamlet.
Su paso por la universidad entre 1913 y 1917 no estuvo exento de peripecias: se inscribió en medicina y tan solo un mes después se cambió a leyes en la Universidad de Moscú. Después de un año se inscribió en la Facultad de Filosofía y Letras de la Universidad Popular, contenidos que lo habían fascinado ya como estudiante secundario.  Las Universidades populares formaban parte del entramado de instituciones educativas liberales paralelas a las más viejas y prestigiosas instituciones ligadas al zarismo. En esta universidad, por ejemplo, se aceptaban mujeres y personas de cualquier religión. Volvió luego a Gómel, con un anhelo difícil de cumplir: enseñar psicología y literatura. Precisamente en ese momento, debido a la Revolución de Octubre, se abolieron todas las discriminaciones contra los judíos. A partir de este hecho, Vygotsky comenzaría a vincularse con la actividad política.
Sus diversas actividades lo convertirían en el centro de la actividad intelectual y cultural de Gómel. Enseñó gramática rusa y literatura en la Escuela del Trabajo para los obreros; enseñó psicología y lógica en el Instituto Pedagógico; estética e historia del arte en el Conservatorio; dirigió la sección teatral de un periódico y fundó una revista literaria.  En esta época se dedicó a leer a Karl Marx, a Friedrich Engels, a Baruch Spinoza, a Friedrich Hegel, a Sigmund Freud, a Iván Pávlov y a Aleksandr Potebnyá (Alexander Potebnja, lingüista en Járkov).
En 1919, contrajo tuberculosis y en 1920 fue internado en un sanatorio (se consideraba, por la peligrosidad de la bacteria, que al enfermo había que aislarlo de todo contacto). Intuyendo que su vida sería breve, intensificó su espíritu de trabajo.
En el Instituto Pedagógico creó un laboratorio de psicología para estudiar a los niños de los jardines infantiles que presentan retrasos en el aprendizaje. De aquí obtuvo material fundamental para su libro Psicología pedagógica, publicado en 1926.
En 1924, Vygotsky contrajo matrimonio con Rosa Nóievna Sméjova (fallecida en 1979), de cuya unión nacieron dos hijas: Guita Lvovna Vygódskaya y Ásya Lvovna Vygódskaya.
Vygotsky presentó en 1924, en el 2.º Congreso Panruso de Psiconeurología en Leningrado, un ensayo sobre los métodos de investigación reflexológica y psicológica, tema que profundizó posteriormente en La conciencia como problema de la psicología del comportamiento. Estas investigaciones produjeron una fuerte impresión en el psicólogo ruso Konstantín Nikoláievich Kornílov (1879-1957), líder de la corriente marxista en psicología y director del Instituto de Psicología de la Universidad de Moscú.
Posteriormente, Vygotsky trabajó en el Instituto de Psicología de Moscú junto a Aleksandr Lúriya y Alekséi Leóntiev, quienes eran un poco más jóvenes que él y que, posteriormente, también adquirirían reconocimiento a nivel mundial. Ellos buscaban reformular la teoría psicológica tomando como base la mirada marxista, inventando estrategias pedagógicas que permitieran luchar en contra del analfabetismo y de la defectología, condición atribuida en esa época a los niños considerados “anormales” o “difíciles”, dentro de la cual se incluían situaciones como ser zurdo o retrasado mental.
En 1925, Vygotsky creó un laboratorio de psicología para la infancia anormal, transformado luego en el Instituto de Defectología Experimental del Comisariado del Pueblo de Educación, el mismo que él tendría la misión de presidir.
En la primavera de 1925, como delegado en el Congreso Internacional sobre la Educación de Sordos que se lleva a cabo en Inglaterra, aprovecharía la oportunidad para visitar Alemania, los Países Bajos y Francia.
De regreso en la URSS ingresó al hospital por una grave recaída de la tuberculosis, momento en el que terminó su tesis Psicología del arte, que sería defendida en otoño pero que no alcanzaría a editar. Nuevamente fue internado en el hospital en 1926, donde escribiría un ensayo sobre “La significación histórica de la crisis en psicología”, texto que tampoco se publicaría.
Luego de recuperar la salud, retomaría una larga actividad de investigación con sus alumnos, surgida de una nueva concepción histórica cultural del psiquismo y de la enseñanza en psicología, de las ciencias sociales, de la educación y de la defectología. Sin embargo, estos trabajos se publicaron solo de manera parcial.
Vygotsky era un lector asiduo de Sigmund Freud, de Jean Piaget, de Wolfgang Köhler, de William Stern  y de Arnold Gesell, y publicó los prefacios de las ediciones rusas de estos autores.
A comienzos de 1929, como su reputación crecía en toda la URSS, fue invitado a permanecer varios meses en Taskent, para formar pedagogos y psicólogos en la Universidad de Asia Central. En 1930, dirigió en Moscú un seminario con Lúriya, con Serguéi Eisenstein y con el lingüista Nikolái Marr.
En 1931, comenzaron a aparecer críticas en contra de su teoría histórico-cultural, y el grupo de investigadores de los años 20 se divide.  Lúriya, Galperin y Zaporózhets van a Járkov, y Vygotsky se traslada con regularidad a Leningrado con Daniil Elkonin y con Josefina Shif.
Siempre activo, en 1933, emprendió una gran síntesis de su obra para responder a las diversas críticas en su contra. Este material terminaría por constituirse en "Pensamiento y Habla". En la primavera de 1934, sería hospitalizado y dictaría desde su cama el último capítulo de esta obra, publicada poco después de su muerte con el título de "Pensamiento y Lenguaje", con los vetos y recortes a los que fue sometida para que fuera permitida su publicación. 
En 1934, vuelve al hospital y muere el 10 de junio. Fue enterrado en el Cementerio Novodévichi (Moscú).

## Su obra
Su bibliografía contempla 180 títulos. Ochenta de ellos aún no han sido publicados. Su obra más importante es Pensamiento y lenguaje (1934).
Su mayor especialista es James V. Wertsch; en España, Ángel Rivière.
Integró la diversidad de otros campos de conocimiento de una manera creativa: explicó con un significado novedoso el papel de la sociedad, la cultura y el lenguaje en el desarrollo del ser humano.
Algunas de sus obras fueron recortadas por la censura desde 1936. Fueron consideradas antimarxistas y antiproletarias por las autoridades estalinistas. Nunca dejaron de ser mencionados en foros públicos, a excepción de las críticas de Kózyrev y Turko "Pedagogía en la escuela del Profesor Vygotsky" y de Rúdneva "Distorsiones pedagógicas de Vygotsky", ni sus teorías celebradas y referenciadas. Prueba de esto último son las treinta referencias a su trabajo en la edición de 1940 de "Fundaciones de Psicología General" de Rubistein o su presencia en la prestigiosa "Gran Enciclopedia Soviética" de 1940.

## Su trabajo
En los textos de Vygotsky se encuentran presentes varios conceptos de especial relevancia que constituyen sus posiciones teóricas, tales como herramientas psicológicas, mediación e internalización. Uno de los más importantes conceptos sobre el cual trabajó y al cual dio nombre es el conocido como zona de desarrollo próximo, el cual se engloba dentro de su teoría sobre el aprendizaje como camino hacia el desarrollo. Por otra parte, su trabajo contempló a lo largo de su vida otros temas, como:
- el origen y el desarrollo de las funciones mentales superiores
- la filosofía de la ciencia
- metodologías de la investigación psicológica
- la relación entre el aprendizaje y el desarrollo humano
- la formación conceptual
- la relación entre el lenguaje y el pensamiento
- la psicología del arte
- el juego entendido como un fenómeno psicológico
- el estudio de los trastornos del aprendizaje
- el desarrollo humano anormal (rama que era denominada defectología)

Vygotsky señalaba que la inteligencia se desarrolla gracias a ciertos instrumentos o herramientas psicológicas que el niño encuentra en su medio ambiente (entorno), entre los que el lenguaje se considera la herramienta fundamental. Estas herramientas amplían las habilidades mentales como la atención, memoria, concentración, etc. De esta manera, la actividad práctica en la que se involucra el/la niño/a sería interiorizada en actividades mentales cada vez más complejas gracias a las palabras, fuente de la formación conceptual. La carencia de dichas herramientas influye directamente en el nivel de pensamiento abstracto que el niño pueda alcanzar.

### El proceso de internalización
Es de importancia, para poder entender el desarrollo de las funciones psicológicas superiores, el fenómeno psíquico de «internalización» del sujeto, cuyo proceso de autoformación se constituye a partir de la apropiación gradual y progresiva de una gran diversidad de operaciones de carácter socio–psicológico, conformado a partir de las interrelaciones sociales y en general de mediación cultural. En esta dinámica de operaciones, la cultura se va apropiando del mismo sujeto.
Este permanente proceso de internalización cultural, científica, tecnológica, valorativa, etc., revoluciona y reorganiza continuamente la actividad psicológica de los sujetos sociales; la internalización que se manifiesta en un progresivo control, regulación y dominio de sí mismo, conducta que se evidencia en el ámbito sociocultural.
Este origen social y cultural de la conducta individual y colectiva del sujeto es solo un ejemplo de la importancia que el fenómeno de internalización de normas, valores, etc., representa para la preservación, desarrollo y evolución de la sociedad y al cual Vygotsky define como la «ley de la doble formación» o «ley genética general del desarrollo cultural».
Esta ley consiste en que «...en el desarrollo cultural del niño, toda función aparece dos veces: a nivel social, y más tarde, a nivel individual. Primero (entre) personas (ínterpsicológica) y, después, en el (interior) del niño (intrapsicológica). Esto puede aplicarse igualmente a la atención voluntaria, a la memoria lógica y a la formación de conceptos. Todas las funciones psicológicas se originan como relaciones entre seres humanos».
En este proceso de internalización, no hay que olvidar el papel fundamental que desempeñan los «instrumentos de mediación», que son creados y proporcionados por el medio sociocultural. El más importante de ellos, desde la perspectiva de su teoría, es el lenguaje (oral, escrito y el pensamiento).
Por internalización se entiende al proceso que implica la transformación de fenómenos sociales en fenómenos psicológicos, a través del uso de herramientas y signos. Esta serie de transformaciones psíquicas se sintetizan de la siguiente forma:
- una operación que inicialmente representa una actividad externa, se construye y comienza a suceder interiormente;
- un proceso interpersonal queda transformado en otro de carácter intrapersonal;
- la transformación de un proceso interpersonal en un proceso intrapersonal, es el resultado de una prolongada serie de sucesos evolutivos.

Vygotsky consideraba que la internalización hace referencia a un proceso de autoconstrucción y reconstrucción psíquica, a una serie de transformaciones progresivas internas, originadas en operaciones o actividades de orden externo, mediadas por signos y herramientas socialmente construidas.
El desarrollo de este fenómeno de internalización se presenta en una primera etapa cuando el sujeto, a partir de su nacimiento, interactúa con sus congéneres en un medio familiar y escolar sociocultural específico. Experiencias que paulatinamente se van transformando en procesos mentales.
Este proceso de internalización es comparable al trabajo de María Montessori, cuando llamaba la mente del niño de 0 a 6 años mente absorbente y la comparaba con una impresión fotográfica en la que la mente absorbe el ambiente, las costumbres, las reglas sociales, el lenguaje, la cultura de su tiempo y lugar. Véase el libro La mente absorbente o El niño: El secreto de la infancia.
La originalidad de este planteamiento, fundamentado en una concepción integral del individuo y de las complejas relaciones sociales, supera los esquemas parciales presentados por el conductismo y la Gestalt, al formular Vygotsky la existencia de una vinculación inherente entre el plano interpsicológico (social) y el plano intrapsicológico (individual), su relación con los procesos de interiorización y el dominio de los instrumentos de mediación.
Esta doble relación hace énfasis en la importancia del medio sociocultural y de los instrumentos de mediación para la autoformación y evolución de los procesos psicológicos superiores (el pensamiento, la capacidad de análisis–síntesis, la argumentación, la reflexión o la abstracción, entre otros).
La transformación de un proceso interpersonal en un proceso intrapersonal es el resultado de una larga serie de sucesos evolutivos y de apropiación de la cultura que, paulatinamente, van orientando la conducta individual y comunitaria que se manifiesta en acciones en el medio sociocultural circundante.
Este proceso es representativo de la proyección teórica dialéctica vygotskiana. En tanto que es dialéctica, se inicia en la sociedad y retorna a ella, pero en un nivel superior. Al respecto, Vygotsky afirma: «...la internalización de las actividades socialmente originadas e históricamente desarrolladas es el rasgo distintivo de la psicología humana. La base del salto de la psicología animal a la humana.»
De este análisis es posible inferir que el fenómeno de internalización es un proceso totalmente distinto a la reproducción o copia psíquica de la realidad externa, y que, según Alekséi Leóntiev (discípulo y amigo cercano de Vygotsky), «los procesos de internalización no consisten en la transferencia de una actividad externa a un plano interno preexistente, sino que son procesos mediante los cuales este plano se transforma.»
En síntesis, en el marco de la teoría vygotskiana los procesos de interiorización son creadores de la personalidad, de la conciencia individual y social. Son procesos fundamentales para el desarrollo de los procesos psicológicos superiores en el que participan los instrumentos de mediación, especialmente el lenguaje.
La internalización es el precursor de nuevas funciones interpsicológicas. Es la génesis de la «zona de desarrollo próximo».
Por lo tanto, no es una simple copia o reflejo interno de la realidad externa, no es un mecanismo de recepción de experiencias del sujeto en su relación con la naturaleza y la sociedad, no es una transformación mecánica de algo externo en interno. El contacto con la acción externa fuerza la transformación interna (se busca la homeostasis interior-exterior del sujeto), que se desarrollará según múltiples factores genéticos o adquiridos de la personalidad, en una fluctuación constante y, por tanto, imposible de generalizar.
El proceso psíquico de internalización implica que una experiencia social (el lenguaje social cotidiano del niño a nivel preescolar o escolarizado) paulatinamente se va transformando en lenguaje de usos intelectuales (el socio-lenguaje cotidiano del niño se va transformando en pensamientos), y tiene como etapa intermedia el lenguaje egocéntrico. En la medida de este perfeccionamiento, el sujeto va desarrollando su autonomía o independencia con los objetos reales, concretos, que comienzan a manifestarse mentalmente en su aspecto abstracto.
En esta última fase de la internalización, en el ejemplo del lenguaje y del pensamiento, el niño tiene la posibilidad de hacer generalizaciones de una palabra o concepto y, cuando lo logra, el lenguaje se ha interiorizado debido a que ahora su función ha sido modificada.

### Psicología del juego
De Vygotsky es menos conocida la investigación sobre el juego y los juegos de los niños, en tanto fenómeno psicológico y por su papel en el desarrollo. Mediante el juego, los niños elaboran significado (meaning) abstracto, separado de los objetos del mundo, lo cual supone una característica crítica en el desarrollo de las funciones mentales superiores.
El famoso ejemplo que da Vygotsky es el de un niño que quiere cabalgar sobre un caballo y no puede. Si el niño tuviera menos de tres años podría quizá llorar y enfadarse pero, alrededor de los tres, la relación del niño con el mundo cambia: "por lo tanto, el juego es tal que su explicación debe ser siempre la de que supone la realización ilusoria, imaginaria, de deseos irrealizables. La imaginación es una formación nueva, que no está presente en la conciencia del niño verdaderamente inmaduro, que está totalmente ausente en animales y que representa una forma específicamente humana de actividad consciente. Como todas las funciones de la conciencia, originalmente surge de la acción".
El niño desea cabalgar un caballo, pero no puede, así que toma una vara y se monta a horcajadas en él, y pretende entonces que está cabalgando. La vara es un "pivote". "La acción ajustada a reglas (rules) comienza siendo determinada por ideas, no por objetos (…). Es muy difícil para un niño recortar un pensamiento (el significado de una palabra) desde un objeto. El juego es una etapa de transición en esta dirección. En el momento crítico en que una vara —esto es, un objeto— se convierte en pivote para extraer el significado del caballo desde un caballo real, se altera radicalmente una de las estructuras psicológicas básicas que determina la relación del niño con la realidad".
A medida que crece el niño, su dependencia respecto a pivotes tales como varas, muñecas u otros juguetes disminuye. Han "internalizado" esos pivotes en tanto imaginación y conceptos abstractos a través de los cuales entienden el mundo.  "El viejo adagio de que el juego del niño es imaginación en acción puede invertirse: podemos decir que la imaginación en adolescentes y en infantes es juego sin acción".
Otro aspecto del juego al que Vygotsky se refirió fue el desarrollo de reglas sociales que ocurre, por ejemplo, cuando el niño juega a "casas" y adopta los papeles de los diferentes miembros de la familia. Vygotsky cita un ejemplo de dos hermanas que jugaban a ser hermanas. Las reglas del comportamiento en la relación entre ellas, reglas que en la vida diaria solían pasar desapercibidas, eran adquiridas conscientemente mediante el juego. Los niños adquieren así reglas sociales, y también lo que ahora denominamos autorregulación, autocontrol. Por ejemplo, cuando una niña se encuentra en la línea de partida de una carrera de velocidad, bien pudiera ser que estuviera deseando salir corriendo inmediatamente, de modo tal que pudiera ser la primera en llegar a la línea de meta, pero el hecho de conocer ya las reglas sociales que rodean al juego y el estar deseando disfrutar del mismo le permiten regular su impulso inicial y esperar la señal de partida.

## Conceptos teóricos

### Losprocesos psicológicos elementales(PPE) y lossuperiores(PPS)
Podemos citar entre los ejemplos de procesos psicológicos elementales (PPE) a la memoria y la atención. En cambio, los procesos psicológicos superiores (PPS), que se caracterizan por ser específicamente humanos, se desarrollan en los niños a partir de la incorporación de la cultura. Desde este punto de vista, las interacciones sociales y las formas de mediación semiótica son la unidad de análisis de base sobre la cual se explican los procesos de subjetivación individual. Consecuentemente, diferentes experiencias culturales pueden producir diversos procesos de desarrollo.
Los PPS a su vez se subdividirán en rudimentarios y avanzados. Mientras que los primeros se desarrollan simplemente por el hecho de que participan en una cultura, especialmente a través de la lengua oral, los segundos requieren de la instrucción, lo cual supone un marco institucional particular: la escuela. La lengua escrita y los conceptos científicos son ejemplos de PPS avanzados.

### Lazona de desarrollo próximo(ZDP) y elandamiaje
La zona de desarrollo próximo (ZDP) se refiere al espacio o brecha entre las habilidades que ya posee el niño y lo que puede llegar a aprender a través de la guía o apoyo que le puede proporcionar un adulto o un par más competente. Esta teoría presentó una importante variante a través del legado que dejó antes de fallecer la pedagoga latinoamericana Mercedes Chaves Jaime. El concepto de la ZDP se basa en la relación entre habilidades actuales del niño y su potencial. Un primer nivel, el desempeño actual del niño, consiste en trabajar y resolver tareas o problemas sin la ayuda de otro, con el nombre de nivel de desarrollo real.
Es este nivel basal lo que comúnmente se evalúa en las escuelas. El nivel de desarrollo potencial es el nivel de competencia que un niño puede alcanzar cuando es guiado y apoyado por otra persona. La diferencia o brecha entre esos dos niveles de competencia es lo que se llama ZDP. Vygotsky utilizó el término andamiaje para referirse al apoyo temporal que proporcionan los adultos (ya sean padres, profesores o maestros) al niño para que este cruce la Zona de desarrollo próximo. Este último concepto ha sido bastante desarrollado por Jerome Bruner y ha sido fundamental para la elaboración de su concepto de andamiaje en su modelo instruccional.

### Pensamiento y lenguaje
Otra contribución de la obra de Vygotsky puede ser la interrelación entre el desarrollo del lenguaje y el pensamiento. Esta área, examinada en su libro Pensamiento y lenguaje, reconoce la explícita y profunda interconexión entre el lenguaje oral (habla) y el desarrollo de los conceptos mentales. Él dice que pensamiento y palabra están totalmente ligados, y que no es correcto tomarlos como dos elementos totalmente aislados, como lo hacen teóricos y lingüistas que solo buscan equivalentes exactos entre los dos elementos. Si bien pensamiento y lenguaje tienen raíces genéticas diferentes, en un determinado momento del desarrollo (hacia los dos años) ambas líneas se entrecruzan para conformar una nueva forma de comportamiento: el pensamiento verbal y el lenguaje racional. "En la filogenia del pensamiento y el lenguaje son claramente discernibles una fase preintelectual en el desarrollo del habla y una fase prelingüística en el desarrollo del pensamiento", sostiene Vygotsky. "El pensamiento verbal no es una forma innata, natural de la conducta, pero está determinado por un proceso histórico-cultural y tiene propiedades específicas y leyes que no pueden hallarse en las formas naturales del pensamiento y la palabra" (Pensamiento y lenguaje, cap. IV).
En la ZDP es necesario pensar en el proceso enseñanza-aprendizaje y tener en cuenta el paso de la señalización a la significación de los contenidos referidos a la asignatura que imparte el profesor. Como una sugerencia de aportación a lo antes mencionado, es posible usar la formación por etapas de las acciones mentales de Piotr Galperin, los espacios vacíos en el acto lector de Mercedes Chaves Jaime, así como la organización de las funciones cerebrales de Aleksandr Lúriya, con una intención didáctica sistemática autorregulada.
Dentro de estas teorías dialécticas contextuales existen otras como la teoría ecológica de Bronfenbrenner, de Urie Bronfenbrenner, o la teoría del ciclo vital, de Paul B. Baltes, Lewis P. Lipsitt y Jacqui Smith.

## Aplicaciones actuales en la educación
Actualmente, la filosofía de Vygotsky se aplica cada vez más, en especial en establecimientos educativos, donde sus técnicas sirven para fomentar el crecimiento personal en los alumnos. Sus trabajos también promueven el acercamiento activo a la literatura (Fidalgo-Suárez, Sevilla-Vallejo, 2020).

## Otras lecturas

### Primarias
- Yasnitsky, A. (2018). Vygotsky: An Intellectual Biography. London and New York: Routledge BOOK PREVIEW
- Yasnitsky, A., van der Veer, R., Aguilar, E. & García, L.N. (Eds.) (2016). Vygotski revisitado: una historia crítica de su contexto y legado. Buenos Aires: Miño y Dávila Editores
- Vigotsky's Psychology: A Biography of Ideas [La Psicología de Vygostki: una biografía de ideas] (en inglés), Cambridge, MA: Harvard University Press, 1990 Texto « Kozulin » ignorado (ayuda)..
- Miffre, Léon (mayo de 2013), To form with Vygotstki. Psychology of the activity of teacher in situation [Formar con Vigotski.  Psicología de la actividad del maestro en situación] (en inglés), FR: U. Bordeaux 3..
- Van der Veer, R., & Valsiner, J. (1991). Understanding Vigotsky. A quest for synthesis. Oxford: Basil Blackwell
- Van der Veer, R., & Valsiner, J. (eds.) (1994). The Vigotsky Reader. Oxford: Blackwell
- Van der Veer, Rene (2007). Lev Vigotsky: Continuum Library of Educational Thought. Continuum. ISBN 0-8264-8409-3.
- van der Veer, R. & Yasnitsky, A. (2011). Vigotsky in English: What Still Needs to Be Done (enlace roto disponible en Internet Archive; véase el historial, la primera versión y la última).. Integrative Psychological and Behavioral Science html (enlace roto disponible en Internet Archive; véase el historial, la primera versión y la última)., pdf (enlace roto disponible en Internet Archive; véase el historial, la primera versión y la última).
- Vygodskaya, G. L., & Lifanova, T. M. (1996/1999). Lev Semenovich Vigotsky, J. of Russian and East European Psychology 1, 37 (2): 3-90; Parte 2, 37 (3): 3-90; Parte 3, 37 (4): 3-93, Parte 4, 37 (5): 3-99
- Yasnitsky, A. (2010). "Archival revolution" in Vygotskian studies? Uncovering Vygotsky's archives . Journal of Russian & East European Psychology, Vol 48 (1), ene-feb 2010, 3-13. doi 10.2753/RPO1061-0405480100
- Yasnitsky, A. (2011). Lev Vygotsky: Philologist and Defectologist, A Socio-intellectual Biography. In Pickren, W., Dewsbury, D., & Wertheimer, M. (eds.) Portraits of Pioneers in Developmental Psychology, vol. VII
- Yasnitsky, A. (2012). Revisionist Revolution in Vygotskian Science: Toward Cultural-Historical Gestalt Psychology. Guest Editor’s Introduction. J. of Russian and East European Psychology, 50 (4), 3-15. DOI: 10.2753/RPO1061-0405500400

### Secundarios
- Daniels, H. (Ed.) (1996). An Introduction to Vygotsky, London: Routledge
- Daniels, H., Wertsch, J. & Cole, M. (eds.) (2007). The Cambridge Companion to Vygotsky.
- Fidalgo-Suárez, N. y  Sevilla-Vallejo, S. (2020). "La literatura y su implicación emocional. El constructivismo de Lev Vygotsky en paraíso inhabitado de Ana María Matute." Revista Cálamo FASPE(68): 70-78.
- Veresov, N. N. (1999). Undiscovered Vygotsky: Etudes on the pre-history of cultural-historical psychology. New York: Peter Lang
- Yasnitsky, A. (2011). Vygotsky Circle as a Personal Network of Scholars: Restoring Connections Between People and Ideas (enlace roto disponible en Internet Archive; véase el historial, la primera versión y la última). (idem). Integrative Psychological and Behavioral Science, doi 10.1007/s12124-011-9168-5 pdf
- Yasnitsky, A. (2011). The Vygotsky That We (Do Not) Know: Vygotsky’s Main Works and the Chronology of their Composition. PsyAnima, Dubna Psychological Journal, 4(4)
- Yasnitsky, A. (2015). Deconstructing Vygotsky's victimization narrative: A re-examination of the 'Stalinist suppression' of Vygotskian theory. History of Humans Sciences.